# Sabine Glaser
Pour les articles homonymes, voir Glaser.
Sabine Glaser, née le 28 novembre 1946 à Wernigerode en Allemagne occupée, est une actrice franco-allemande qui réside en France.

## Biographie
Elle arrive en France en 1968. Elle commence à travailler pour le bureau parisien d'une chaine de télévision de Cologne qui lui confie des reportages sur les manifestations culturelles ; c'est à cette occasion qu'elle rencontre le violoniste Ivry Gitlis, qui devient son compagnon et avec lequel elle aura trois enfants.
L'agent artistique de son conjoint la présente à Claude Berri qui lui offre un rôle dans son film Sex-shop en 1972. Elle joue ensuite dans plusieurs autres films. Elle rencontre François Truffaut en 1974 lorsqu'il prépare le tournage de L'Histoire d'Adèle H., film dans lequel Ivry Gitlis joue un magnétiseur. Le cinéaste l'engage deux ans plus tard pour tenir le rôle de Bernadette dans L'Homme qui aimait les femmes.

### Famille
Elle a eu trois enfants avec le violoniste Ivry Gitlis, Nessie puis David et John, qui sont membres du groupe de rock français Enhancer.

## Filmographie

### Au cinéma
- 1972 : Sex-shop de Claude Berri
- 1973 : La Femme en bleu de Michel Deville
- 1973 : L'Insolent de Jean-Claude Roy
- 1973 : Projection privée de François Leterrier
- 1974 : La Jeune Fille assassinée de Roger Vadim
- 1975 : Le Triangle écorché de Pierre Kalfon
- 1975 : Les Noces de porcelaine de Roger Coggio
- 1975 : Le Faux-cul de Roger Hanin
- 1976 : Un type comme moi ne devrait jamais mourir de Michel Vianey
- 1976 : Mado de Claude Sautet
- 1977 : L'Homme qui aimait les femmes de François Truffaut
- 1978 : Le Dossier 51 de Michel Deville
- 2006 : Marie-Antoinette de Sofia Coppola
- 2007 : Nudité injustifiée, court métrage de  Xavier Bonastre

### Télévision
- 1973 : L'Inconnue de la Seine de Olivier Ricard
- 1973 : Les Enquêtes du commissaire Maigret de François Villiers, épisode : Mon ami Maigret
- 1973 : L'Inconnue de la Seine d'Olivier Ricard
- 1973 : Marie Dorval (TV) de Pierre Badel
- 1974 : Der kleine Doktor de Wolfgang Becker et Thomas Engel, R.F.A.
- 1974 : Malaventure : Dans l'intérêt des familles, du 3e au 6e et dernier épisode de la série, de Joseph Drimal
- 1976 : Adios, mini-série réalisée par André Michel
- 1976 : Les Brigades du Tigre de Victor Vicas, épisode : Le Cas Valentin
- 1977 : Où vont les poissons rouges? d'André Michel
- 1978 : Ces merveilleuses pierres, mini-série, du 1er au 5e et dernier épisode de la série